# هوراس إم. ثورن
هوراس إم. ثورن (بالإنجليزية: Horace M. Thorne)‏ هو عسكري أمريكي، ولد في 29 سبتمبر 1918 في كيانسبورغ في الولايات المتحدة، وتوفي في 21 ديسمبر 1944 في بلجيكا.